# نبرد کوسه‌داغ

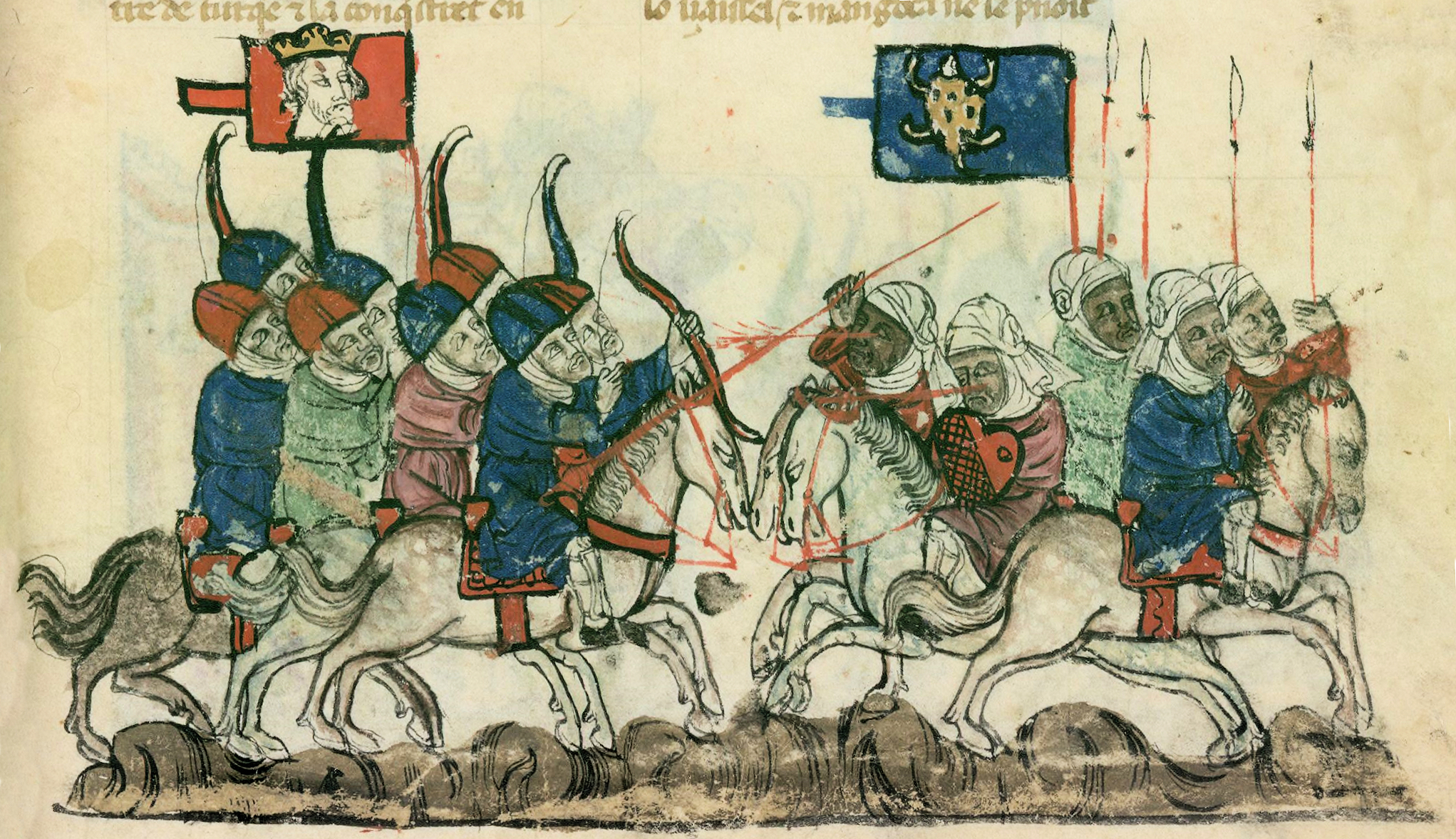
نقاشی از نبرد کوسه‌داغ

نبرد کوسه‌داغ نبردی بود میان سلجوقیان روم و امپراتوری مغول در تاریخ ۲۶ ژوئن ۱۲۴۳ در محلی به نام کوسه‌داغ، میان ارزنجان و گوموش‌خانه در شمال‌شرق ترکیهٔ امروزی. در این نبرد مغولان به پیروزی قاطع دست یافتند.
جنگ در محرم سال ۶۴۱ ه‍.ق در کوسه‌داغ، در نواحی ارزنجان آغاز شد و با اینکه شمار نفرات لشکر سلجوقی بسیار بیشتر از سپاه مغول بود، لشکر سلطان سلجوقی شکست خورد و بسیاری از امیرانش کشته شدند.
سلطان با مشاهدهٔ این وضع با دارایی و اموال و خانواده‌اش، از قیصریه به توقات گریخت. مغولان با هزیمت لشکر سلجوقی، حملات خود را به شهرهای آسیای کوچک ادامه دادند. شهر قیصریه نیز به تسخیر مغول درآمد، و سپس قتل و غارت در آنجا آغاز شد.گرگوری آکنر مورخ ارمنی قرن سیزدهم می نویسد که این نبرد در میدانی بین ارزروم و ارزنجان رخ داد. در همان زمان کیراکوس از گندزاک بیان می‌کند که این رویداد در نزدیکی روستایی به نام چمانکاتوک رخ داده است که ممکن است به اوزوملو (Cimin سابق) امروزی در استان ارزینجان ترکیه اشاره داشته باشد.[8] رشیدالدین همدانی. منابع دیگر محل نبرد را Köse Dağ می نامند که در ترکی به معنای کوه طاس/بی ریش است.[8]تحت رهبری بایجو، فرمانده مغول، مغول ها در زمستان 1242-1243 به روم حمله کردند و شهر ارزروم را تصرف کردند. سلطان کیخسرو دوم فوراً از همسایگان خود خواست تا برای مقاومت در برابر تهاجم نیروهای خود را کمک کنند. امپراتوری ترابیزون گروهی فرستاد و سلطان با گروهی از مزدوران «فرانکی» (اروپای غربی) درگیر شد.[9] به دلیل اختلافات داخلی در مورد جنگ، هثوم اول پادشاه ارمنی کیلیکیه پیوستن به ارتش کیخسرو را به تاخیر انداخت که بدون او رفت.[8] چند تن از اشراف گرجی مانند فاراداولا آخالتسیخه و داردین شرواشیدزه نیز به او پیوستند، اما بیشتر گرجی ها مجبور شدند در کنار اربابان مغول خود بجنگند. گروه گرجی-ارمنی در ارتش مغول شامل حسن جلال اول، حاکم خاچن بود.
نبرد سرنوشت‌ساز در ۲۶ ژوئن ۱۲۴۳ در کوسداغ انجام شد. ارقام مختلفی در منابع اولیه برای اندازه ارتش‌های مخالف آورده شده است، که همگی تعداد سلجوقیان از مغول‌ها بیشتر است: [12] ۱۶۰.۰۰۰ یا ۲۰۰.۰۰۰ برای ارتش سلطان است. مطمئناً اغراق [نیازمند منبع]) و ۱۰.۰۰۰ تا ۳۰.۰۰۰ برای نیروی مغول.[8] ۸۰.۰۰۰ و ۳۰.۰۰۰ برای اندازه ارتش سلجوقی و مغول، اعداد محتمل تر هستند.[8] بایجو هشداری دلهره آمیز از افسر گرجی خود در مورد وسعت ارتش سلجوقی را کنار گذاشت و بیان داشت که آنها تعداد دشمنان خود را هیچ حساب نمی کنند: "هرچه بیشتر باشند، پیروزی با شکوه تر است و غارت بیشتری خواهیم کرد. امن».[13]
```
کیخسرو دوم پیشنهاد فرماندهان مجرب خود را مبنی بر انتظار برای حمله مغول رد کرد. در عوض، او ۲۰.۰۰۰ نفر را به رهبری فرماندهان کم تجربه بر ضد ارتش مغول فرستاد.[14] لشکر مغول که تظاهر به عقب نشینی می کردند، به عقب برگشتند، سپاه سلجوقی را محاصره کردند و آن را شکست دادند.[15]

هنگامی که بقیه سپاه سلجوقی شکست خود را مشاهده کردند، بسیاری از فرماندهان سلجوقی و سربازان آنها، از جمله کیخسرو دوم، شروع به ترک میدان جنگ کردند.[14] سرانجام لشکر سلجوقیان بدون رهبر ماندند و اکثر سربازانشان بدون اینکه نبردی ببینند، میدان را ترک کردند.مغولان پس از پیروزی بر شهرهای سیواس و قیصری تسلط یافتند. سلطان به آنکارا گریخت، اما متعاقباً مجبور شد با بایجو صلح کند و خراج قابل توجهی به امپراتوری مغول بپردازد.[8]
```

```
این شکست منجر به یک دوره آشفتگی در آناتولی شد و مستقیماً به زوال و تجزیه دولت سلجوقی انجامید. امپراتوری ترابیزون به یک ایالت تابع امپراتوری مغول تبدیل شد. علاوه بر این، 
پادشاهی ارمنی کیلیکیه
 به یک دولت تابع مغولان تبدیل شد.[16] قدرت واقعی بر آناتولی توسط مغول ها اعمال می شد
```